# Bonita de más
Bonita de más è un singolo del gruppo musicale argentino Erreway, pubblicato nel 2002, come secondo estratto del primo album in studio Señales.
Il videoclip è stato prodotto da Cris Morena e appaiono gran parte del cast di Rebelde Way. La canzone appare anche nelle compilation Erreway en concierto, El disco de Rebelde Way e Erreway presenta su caja recopilatoria. È la dodicesima canzone più ascoltata del gruppo nel sito Last.fm.

## Tracce
Testi e musiche di Cris Morena e Carlos Nilson.
1. Bonita de más – 3:15